# Syjamski zamach stanu 8 listopada 1947

Marszałek polowy Phibun powrócił do odgrywania ważnej roli politycznej po przewrocie.

Syjamski zamach stanu 8 listopada 1947 (taj. รัฐประหาร 8 พฤศจิกายน พ.ศ. 2490) – tajski zamach stanu, który rozpoczął się wieczorem 7 października 1947 roku, a zakończył nad ranem 8 października. Zamach obalił rząd kontradmirała Thawal Thamrong Navaswadhi, którego zastąpił Khuang Aphaiwong jako premier Tajlandii. Zamachem dowodził generał dywizji Phin Chunhawan i pułkownik Kat Katsongkhram.